# Horsfieldia amplomontana
Horsfieldia amplomontana е вид растение от семейство Myristicaceae. Видът е световно застрашен, със статут Уязвим.

## Разпространение
Разпространен е в Малайзия.